# Gaudete
"Gaudete" (latin for "fryd jer") er en kristen julesang fra 1500-tallet. Sangen var med i den svensk-finske sangsamling Piae Cantiones, der blev udgivet i 1582 af Jacobus Finno fra Turku. 
Sangen begynder med et omkvæd på to linjer, som indeholder ordet "gaudete". Vers imellem har fire liner og bygger på den bøhmiske sang "Ezecheelis Porta". Mens omkvædet har noder, er der ikke noder til resten af teksten. Melodien som sangen normalt synges til stammer fra ældre liturgiske bøger.
Den tredje søndag i advent kaldes gaudete søndag i flere vestlige kirker.

## Indspilninger
I 1973 havde den folkgruppen Steeleye Span et hit med "Gaudete", sunget a cappella. Sangen nåede en 14.-plads på den britiske singleliste, og blev dermed en af de meget få latinske og a cappella-sanger, som har nået hitlisterne i Storbritannien.
Andre grupper har også indspillet sangen, såsom Boston Camerata på albummet A Renaissance Christmas (1991), Mediæval Bæbes for Salva Nos (1997) og Mistletoe and Wine, og El Duende på Excelsis, Volume 2: A Winter's Song. Chris Squire og et kor indspillede en rockeversion på Chris Squire's Swiss Choir (2007), og middelalderrockgruppen Schelmish medtog "Gaudete" på albummet Mente Capti (2006). Liz Madden indspillede en version på albummet My Irish Home (2010).

## Eksterne links
- Noter til Gaudete ved Choral Wiki
- GAUDETE! GAUDETE! CHRISTUS EST NATUS på hymnsandcarolsofchristmas.com
- Andrew Greenhill, Gaudete på steeleye.freeservers.com